# Piatti di Axtroki

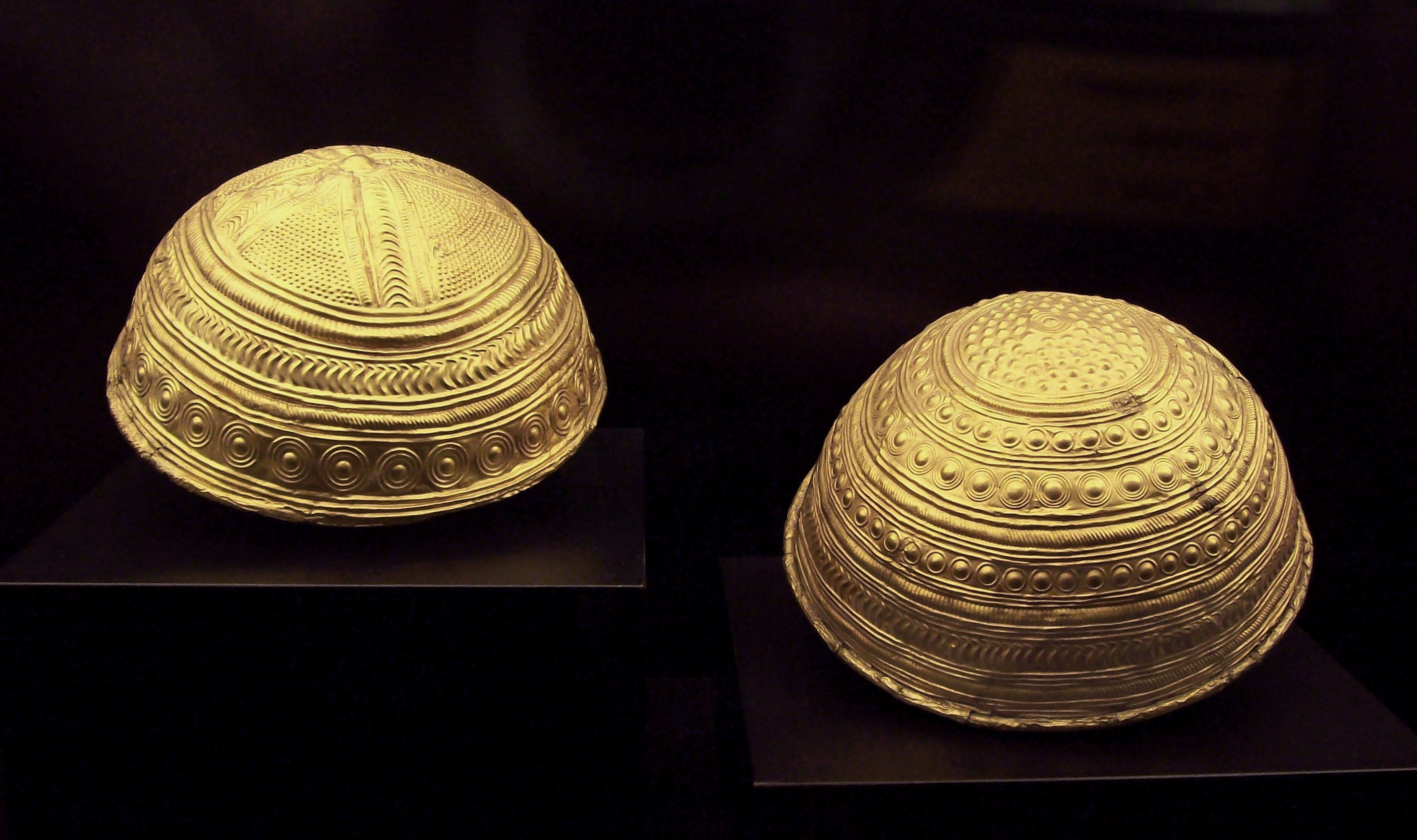

I piatti di Axtroki sono due contenitori d'oro risalenti al VII secolo a.C.. Sono custoditi presso il Museo archeologico nazionale di Spagna a Madrid.

## Storia
I piatti sono stati trovati da Teodoro Marínez Ansorena il 17 agosto 1972, nel monte chiamato Axtroki, quartiere di Ziortza-Bolibar, appartenente a Eskoriatza, nella provincia di Gipuzkoa (Paesi Baschi, Spagna).

## Descrizione
I due piatti sono di dimensioni similari (205 e 210 mm di diametro). La decorazione è fatta con la tecnica di "finto rilievo", realizzato dall'interno del piatto. 
Si crede che i piatti fossero utilizzati in cerimonie religiose o rituali, essendo di stile similare a contenitori trovati in Centroeuropa e nelle Isole Britanniche nell'Età del bronzo. 
Per la loro forma, decorazione e cronologia sono stati confrontati con i piatti del Tesoro de Villena (Alicante) e il Casco di Leiro (Galizia), entrambi in Spagna.